# Phytoseius rasilis
Phytoseius rasilis är en spindeldjursart som beskrevs av Corpuz-Raros 1966. Phytoseius rasilis ingår i släktet Phytoseius och familjen Phytoseiidae. Inga underarter finns listade i Catalogue of Life.